# Elizabethkingia miricola
Elizabethkingia miricola es una especie de bacteria gramnegativa de la familia Weeksellaceae. Fue aislada por primera vez en agua de condensación obtenida de la estación espacial Mir, de la que recibe su nombre, en 1997 y fue descrita en 2004.

## Enfermedad
Es un patógeno oportunista que se ha descrito como causa de infecciones del tracto urinario y neumonía en humanos, así como de meningitis en varias especies de ranas. Es resistente a multitud de antibióticos.

## Taxonomía
Originalmente asignada a Chryseobacterium, fue trasladada al nuevo género Elizabethkingia en 2005, un año después de haberse descrito.